# Rachele Bruni
Rachele Bruni (Florença, 4 de novembro de 1990) é uma maratonista aquática italiana, medalhista olímpica.

## Carreira

### Rio 2016
Bruni competiu nos 10 km feminino da maratona aquática nos Jogos Olímpicos Rio 2016, ficando na segunda colocação.